# Lasioglossum kuroshio
Lasioglossum kuroshio is een vliesvleugelig insect uit de familie Halictidae. De wetenschappelijke naam van de soort is voor het eerst geldig gepubliceerd in 1993 door Sakagami & Takahashi.